# بیلی لین (بازیکن فوتبال)
بیلی لین (انگلیسی: Billy Lane; ۲۳ اکتبر ۱۹۰۴ – ۱۰ نوامبر ۱۹۸۵) بازیکن فوتبال اهل بریتانیا بود.
از باشگاه‌هایی که در آن بازی کرده‌است می‌توان به باشگاه فوتبال لستر سیتی، باشگاه فوتبال واتفورد، باشگاه فوتبال تاتنهام هاتسپر، باشگاه فوتبال ردینگ، باشگاه فوتبال برنتفورد، باشگاه فوتبال بارنت، باشگاه فوتبال بریستول سیتی، و باشگاه فوتبال لیتون اورینت اشاره کرد.